# Zátrže
Zátrže jsou přírodní památka ve správních územích obcí Mohelnice a Moravičany v okrese Šumperk v Olomouckém kraji. Chráněné území bylo vyhlášeno 1. února 2011. Leží v nadmořské výšce 247 až 252 metrů. Předmětem ochrany jsou polopřirozené a přírodě blízké vodní, mokřadní, luční, lesní a křovinné ekosystémy a jejich sukcesní stádia, ve kterých se vyskytují typické i vzácné druhy planě rostoucích rostlin a volně žijících živočichů. Přírodní památka byla vyhlášena na místě přírodní rezervace Moravičanské jezero, která byla v ten den zrušena.